# Natalia Cigliuti
Natalia Cigliuti est une actrice américaine d'origine uruguayenne, née le 6 septembre 1978 à New York.

## Biographie

### Enfance et formation
Natalia Cigliuti est née à New York le 6 septembre 1978.

### Carrière
À l'âge de 15 ans, elle décroche sa première participation dans une série, jouant le rôle de Lindsay Warner Sauvés par le gong : La Nouvelle Classe. Ce travail lui permet de participer à d'autres séries télévisées, telles que Brentwood, ou dans Beverly Hills 90210, Merci les filles.
Elle est ensuite apparue dans la série Raising the Bar : Justice à Manhattan.

## Filmographie

### Actrice

#### Cinéma
- 1994 : Skooled
- 1999 : Simon Sez : Claire Fence
- 1999 : Held Up (en) de Steve Rash : Wilma
- 2001 : Joe La Crasse (Joe Dirt) : Sorority Girl
- 2002 : Reality Check : Serendipity
- 2010 : You Can't Have it All : Roz

#### Télévision
- 1993 - 1995 : Sauvés par le gong : La Nouvelle Classe (Saved by the Bell: The New Class) (série télévisée) : Lindsay Warner
- 1995 : Attack of the Killer B-Movies : elle-même
- 1996 : Beverly Hills 90210 (série télévisée) : Chloé Davis
- 1997 : Unhappily Ever After (série télévisée) : Francesca
- 1997 : Brentwood (série télévisée) : Rachel Whittaker
- 1999 - 2000 : Merci les filles (Odd Man Out) (série télévisée) : Paige Whitney
- 2000 : That '70s Show (série télévisée) : Nice and Easy
- 2000 : V.I.P. (série télévisée) : Caitlin Kittridge
- 2000 : Sabrina, l'apprentie sorcière (Sabrina, the Teenage Witch) (série télévisée) : Mindy (Saison 5 - Épisode 5)
- 2001 : Some of My Best Friends (série télévisée) : Jody
- 2001 : Romantic Comedy 101 (Téléfilm) : Jennifer
- 2002 : The Random Years (série télévisée) : Casey Parker
- 2002 : St. Sass (Téléfilm) : Evan
- 2003 : Les Experts : Miami (CSI: Miami) (série télévisée) : Toni
- 2004 - 2006 : La Force du destin (All My Children) (série télévisée) : Anita Santos Warner
- 2005 : Waterfront (série télévisée) : Regina Centrella
- 2008 - 2009 : Raising the Bar : Justice à Manhattan (série télévisée) : Roberta « Bobbi » Gilardi
- 2010 : Kill Speed : Rosanna
- 2011 : The Glades (série télévisée) : Lieutenant Samantha Harper
- 2013 : Piégée par amour (The Preacher's Mistress) : Sidney

### Scénariste
- 2000 : Sabrina, l'apprentie sorcière, saison 5, épisode 5

### Réalisatrice
- 2000 : Sabrina, l'apprentie sorcière, saison 5, épisode 5